# 北新成県
北新成県（ほくしんせい-けん）は、中国にかつて存在した県。現在の河北省保定市徐水区南西部に相当する。
前漢により設置され、中山国に属した。王莽のとき、朔平県と改められた。
後漢のとき、北新城県と改称され、涿郡に属した。
西晋のとき、北新城県は高陽国に属した。
南北朝時代には、北魏により新城県と改称された。
北斉が成立すると北新城県と改称されたが、間もなく廃止された。